# Hans-Ulrich Grapenthin
Hans-Ulrich Grapenthin (Wolgast, Duitsland, 2 september 1943) is een Duitse voormalige voetballer. De doelman speelde 21 interlands voor het voetbalelftal van de Duitse Democratische Republiek. Samen met zijn team haalde hij de gouden medaille op de Olympische spelen in 1976. Hij werd in 1980 en 1981 verkozen tot Oost-Duits voetballer van het jaar.

## Biografie
Grapenthin, bijgenaamd "Sprotte", begon zijn carrière bij BSG Motor Wolgast, dat in 1963/64 in de DDR-Liga speelde, maar na één seizoen degradeerde naar de Bezirksliga. In 1966 maakte hij de overstap naar de nieuwe FC van Jena, FC Carl Zeiss Jena. De eerste zeven jaar was hij reservedoelman en speelde slechts 33 wedstrijden voor de eerste ploeg, dat in die periode een gouden tijdperk had. Pas in 1974/75 kon hij Wolfgang Blochwitz van de eerste plaats stoten en dat seizoen speelde hij alle 26 wedstrijden. Van 4 maart 1978 tot 30 maart 1985 speelde hij onderbroken alle 186 Oberligawedstrijden van Jena.
De FDGB-Pokal van 1980 is de enige prijs die hij als vaste doelman won met Jena. Door deze zege plaatste de club zich voor de Europacup II, waar Jena onder andere AS Roma, Valencia CF en SL Benfica opzij zette op weg naar de finale. In het Düsseldorfse Rheinstadion trof Jena de Sovjet-bekerwinnaar Dinamo Tbilisi, dat won met 1:2. Grapenthin werd in 1980 en 1981 verkozen tot voetballer van het jaar.
In 1985 loste Perry Bräutigam hem in het doel af en dat jaar beëindigde hij ook zijn carrière. Hij speelde 412 wedstrijden voor het eerste elftal waaronder 308 Oberligawedstrijden, 47 bekerwedstrijden en 47 Europese wedstrijden.
Hij speelde zijn eerste interland voor het nationale elftal tegen Canada (7:1) op 31 juli 1975 en verving de legendarische Jürgen Croy. Hij was lid van het team dat in 1976 de gouden medaille won op de Olympische Spelen, al speelde hij slechts tien minuten in de kwartfinale tegen Frankrijk (4-0). Zijn laatste wedstrijd was op 10 oktober 1981 tegen Polen, waarin de DDR de kwalificatie voor het WK in Spanje misliep en bondscoach Georg Buschner na afloop opstapte.
| Interlands van Hans-Ulrich Grapenthin voor Duitse Democratische Republiek | Interlands van Hans-Ulrich Grapenthin voor Duitse Democratische Republiek | Interlands van Hans-Ulrich Grapenthin voor Duitse Democratische Republiek | Interlands van Hans-Ulrich Grapenthin voor Duitse Democratische Republiek | Interlands van Hans-Ulrich Grapenthin voor Duitse Democratische Republiek | Interlands van Hans-Ulrich Grapenthin voor Duitse Democratische Republiek |
| №                                                                         | Datum                                                                     | Wedstrijd                                                                 | Uitslag                                                                   | Competitie                                                                | Goals                                                                     |
| Als speler van FC Carl Zeiss Jena                                         | Als speler van FC Carl Zeiss Jena                                         | Als speler van FC Carl Zeiss Jena                                         | Als speler van FC Carl Zeiss Jena                                         | Als speler van FC Carl Zeiss Jena                                         | Als speler van FC Carl Zeiss Jena                                         |
| ------------------------------------------------------------------------- | ------------------------------------------------------------------------- | ------------------------------------------------------------------------- | ------------------------------------------------------------------------- | ------------------------------------------------------------------------- | ------------------------------------------------------------------------- |
| 1                                                                         | 31.07.1975                                                                | Canada – Duitse Democratische Republiek                                   | 1 – 7                                                                     | Vriendschappelijk                                                         | 0                                                                         |
| 2                                                                         | 27.09.1975                                                                | België – Duitse Democratische Republiek                                   | 1 – 2                                                                     | EK-kwalificatie                                                           | 0                                                                         |
| 3                                                                         | 21.04.1976                                                                | Duitse Democratische Republiek – Algerije                                 | 5 – 0                                                                     | Vriendschappelijk                                                         | 0                                                                         |
| 4                                                                         | 02.04.1977                                                                | Malta – Duitse Democratische Republiek                                    | 0 – 1                                                                     | WK-kwalificatie                                                           | 0                                                                         |
| 5                                                                         | 28.03.1979                                                                | Hongarije – Duitse Democratische Republiek                                | 3 – 0                                                                     | Vriendschappelijk                                                         | 0                                                                         |
| 6                                                                         | 18.04.1979                                                                | Duitse Democratische Republiek – Polen                                    | 2 – 1                                                                     | EK-kwalificatie                                                           | 0                                                                         |
| 7                                                                         | 05.05.1979                                                                | Zwitserland – Duitse Democratische Republiek                              | 0 – 2                                                                     | EK-kwalificatie                                                           | 0                                                                         |
| 8                                                                         | 01.06.1979                                                                | Duitse Democratische Republiek – Roemenië                                 | 1 – 0                                                                     | Vriendschappelijk                                                         | 0                                                                         |
| 9                                                                         | 05.09.1979                                                                | Sovjet-Unie – Duitse Democratische Republiek                              | 1 – 0                                                                     | Vriendschappelijk                                                         | 0                                                                         |
| 10                                                                        | 12.09.1979                                                                | IJsland – Duitse Democratische Republiek                                  | 0 – 3                                                                     | EK-kwalificatie                                                           | 0                                                                         |
| 11                                                                        | 26.09.1979                                                                | Polen – Duitse Democratische Republiek                                    | 1 – 1                                                                     | EK-kwalificatie                                                           | 0                                                                         |
| 12                                                                        | 13.10.1979                                                                | Duitse Democratische Republiek – Zwitserland                              | 5 – 2                                                                     | EK-kwalificatie                                                           | 0                                                                         |
| 13                                                                        | 21.11.1979                                                                | Duitse Democratische Republiek – Nederland                                | 2 – 3                                                                     | EK-kwalificatie                                                           | 0                                                                         |
| 14                                                                        | 13.02.1980                                                                | Spanje – Duitse Democratische Republiek                                   | 0 – 1                                                                     | Vriendschappelijk                                                         | 0                                                                         |
| 15                                                                        | 02.04.1980                                                                | Roemenië – Duitse Democratische Republiek                                 | 2 – 2                                                                     | Vriendschappelijk                                                         | 0                                                                         |
| 16                                                                        | 08.10.1980                                                                | Tsjecho-Slowakije – Duitse Democratische Republiek                        | 0 – 1                                                                     | Vriendschappelijk                                                         | 0                                                                         |
| 17                                                                        | 19.11.1980                                                                | Duitse Democratische Republiek – Hongarije                                | 2 – 0                                                                     | Vriendschappelijk                                                         | 0                                                                         |
| 18                                                                        | 04.04.1981                                                                | Malta – Duitse Democratische Republiek                                    | 1 – 2                                                                     | WK-kwalificatie                                                           | 0                                                                         |
| 19                                                                        | 19.04.1981                                                                | Italië – Duitse Democratische Republiek                                   | 0 – 0                                                                     | Vriendschappelijk                                                         | 0                                                                         |
| 20                                                                        | 02.05.1981                                                                | Polen – Duitse Democratische Republiek                                    | 1 – 0                                                                     | WK-kwalificatie                                                           | 0                                                                         |
| 21                                                                        | 10.10.1981                                                                | Duitse Democratische Republiek – Polen                                    | 2 – 3                                                                     | WK-kwalificatie                                                           | 0                                                                         |

## Erelijst
FC Carl Zeiss Jena
- DDR-Oberliga

1968
- Oost-Duitse beker

1972, 1974, 1980
- Oost-Duits voetballer van het jaar

1980, 1981